# 苏美贸易公司
苏美贸易公司是苏联在美国成立的一家贸易公司，隶属于苏联对外贸易人民委员部。它是苏联在美国的第一个贸易代表，1924年在纽约成立。该公司垄断了苏美之间的进出口商品。
其第一个总部最初位于曼哈顿百老汇165号。此外，它在美国其他城市也设有分支机构，如芝加哥、底特律、洛杉矶、旧金山和西雅图。

## 历史
公司于1924年在纽约成立，由阿莫德·哈默的联合美国公司（Allied American Corporation）、商品交换公司（Products Exchange Corporation）和全俄罗斯合作社美国分社（Arcos-America Inc.）合并而成。
1927年至1930年，在索尔·布龙和彼得·波格丹诺夫的领导下，公司发展壮大，拥有100多名员工。
冷战时期，公司业务收缩，但并没有停业，仍保留了骨干员工。然而，公司没能撑过苏联解体，于1998年悄然消失。

## 争议
1930年5月，该公司因宣传共产主义而遭到美国众议院调查，最终没有发现有力证据证明它参与了颠覆活动。但据一些消息来源称，在1933年两国建交之前，苏美贸易公司就是格鲁乌和国家政治保卫总局在美国的跳板。不过也有学者指出苏联在美国的系统情报收集活动开始于1933年，也就是苏联在华盛顿特区设立大使馆后。据帕维尔·苏多普拉托夫，该公司曾驻扎有试图窃取原子弹机密的间谍。